# American International Group
Америкен интернешонал груп, Инк. (АИГ) (енгл. American International Group, Inc. (AIG)) је главна америчка осигуравајућа корпорација са седиштем у Њујорку.
Ова компаније има своје европско седиште у Кројдону у Лондону, Енглеска, и азијско седиште у Хонгконгу, Кина. АИГ је четврта по величини компанија на свету, према Форбсовој „Глобал 2000" листи из 2006. године.